# 高木和道
高木 和道（たかぎ かずみち、1980年11月21日 - ）は、滋賀県野洲市出身の元サッカー選手。ポジションはディフェンダー（センターバック）。元日本代表。

## 来歴

### クラブ
野洲市で生まれ育ち、小学校3年生のときにサッカーを始める。高校時代は滋賀県立草津東高等学校で2年時からレギュラーとして活躍するが、全国的にはそれほど有名な選手ではなかった。3年生からセンターバックとしてプレーする。この頃から空中戦には絶対の自信を持つようになる。1999年に当時、関西学生リーグ2部であった京都産業大学に進学。元々プロサッカー選手を目指すつもりはなく、大学卒業と共にサッカーを辞める予定だった。
大学1年目の1999年にヴェルディ川崎の練習に参加。翌年、V川崎監督から清水エスパルスのスカウトに転身した松永英機に誘われ、清水の石垣島キャンプに参加。ヘッドコーチの大木武から足下の技術の非凡さに目を付けられる。2000年6月、大学を中退して清水に加入する事となる。
清水入団後の数年間は出場機会も少なく、目立った活躍も出来なかったが、2004年8月からヴィッセル神戸に半年間の期限付き移籍で在籍し、初めて先発出場した2ndステージ第4節以降、最終節まで全試合にフル出場した。神戸からも慰留されたが、期限付き移籍終了後は清水に復帰。
翌年の清水復帰後はボランチでレギュラー起用 された経験を糧に急成長し、2005年以降は再びセンターバックに戻りレギュラーとして出場する。清水のディフェンスリーダーとして技術面だけでなく精神面でもチームを引っ張る存在へと成長し、2006年、2007年はチーム副キャプテン、2008年にはチームキャプテンを務めた。2005年度天皇杯、2008年のナビスコカップでは決勝に進出したが、いずれも準優勝に終わった。
2009年よりガンバ大阪へ完全移籍で加入。移籍後初出場となったFUJI XEROX SUPER CUPの鹿島アントラーズ戦では、前半に3失点を喫し、ハーフタイムに交代させられた。リーグ戦開幕後は出場機会に恵まれず、9月末の時点で出場は3試合（うち先発1試合）にとどまっていたが、10月以降左サイドバックとして本職の下平匠、安田理大を抑えて定位置を確保した。チームは天皇杯に優勝したが、高木は累積警告により決勝戦には出場できなかった。
報道によれば2010シーズンに向けて名古屋グランパスが高木の獲得に乗り出していたが、条件面で折り合わず、G大阪に残留した。昨季のレギュラーだった山口智の負傷や復帰後の不振もあり、中澤聡太とコンビを組みセンターバックのレギュラーとして31試合に出場。しかし、2011年はシーズン通して負傷離脱を繰り返し、13試合の出場にとどまった。同年限りでG大阪を退団。
2012年、ヴィッセル神戸に移籍。神戸のほかにジュビロ磐田も獲得に動いていたと報じられた。神戸でのプレーは7年半ぶりとなったが、リーグ戦9試合の出場に終わりチームもJ2降格となった。
2013年、大分トリニータへ完全移籍。阪田章裕とともにチーム副主将を務めたが大分は1年でJ2降格となり、高木自身は2年連続で所属クラブ降格の憂き目にあった。
2014年は大分に残留。退団した宮沢正史の後任として主将に就任し、自身初のJリーグ ディビジョン2でのプレーを迎えた。1年を通じてスタメン出場を続けたがシーズン終了後に戦力外通告を受けた。
2015年はFC岐阜に完全移籍で加入。
2016年1月7日にジュビロ磐田へ完全移籍する事が発表された 。同年のJ1リーグでは4試合にベンチ入りしただけで、試合出場はカップ戦のみにとどまった。磐田との間には契約を残していたが、海外移籍のために同シーズン限りで退団。
2017年1月11日にタイ・リーグ2（2部相当）のエアフォース・セントラルへ移籍する事が発表された。リーグ戦の全試合に出場し、タイ・リーグ1昇格に貢献した。エアフォースとは2018シーズンの契約も交わしたが、闘病中の妻との生活を優先するため契約を解除して日本に帰国した。
2018年、地元である滋賀県のJFL・MIOびわこ滋賀に加入した。11月10日、2018シーズン限りで現役を引退することを発表した。

### 指導者歴
2019年、強化・アカデミー部スタッフとしてガンバ大阪に復帰。2020年シーズンはユースコーチを務め、2021年時点でジュニアユースのコーチを務めている。

### 日本代表
2008年4月、日本代表候補合宿に初招集される。同年6月には怪我で離脱した阿部勇樹に代わりFIFAワールドカップ・アジア予選に向けた日本代表に初選出される。同年8月20日に札幌ドームで行われた国際親善試合ウルグアイ戦で代表初出場。2008年から2009年にかけて5試合に出場した。

## 所属クラブ
ユース経歴
- 北野サッカースポーツ少年団
- 1993年 - 1995年 野洲町立野洲北中学校
- 1996年 - 1998年 滋賀県立草津東高校
- 1999年 - 2000年5月 京都産業大学

プロ経歴
- 2000年6月 - 2008年  清水エスパルス
  - 2004年8月 - 同年終了  ヴィッセル神戸 (期限付き移籍)
- 2009年 - 2011年  ガンバ大阪
- 2012年  ヴィッセル神戸
- 2013年 - 2014年  大分トリニータ
- 2015年  FC岐阜
- 2016年  ジュビロ磐田
- 2017年  エアフォース・セントラルFC
- 2018年  MIOびわこ滋賀

## 個人成績
| 国内大会個人成績 | 国内大会個人成績 | 国内大会個人成績 | 国内大会個人成績 | 国内大会個人成績 | 国内大会個人成績 | 国内大会個人成績 | 国内大会個人成績 | 国内大会個人成績 | 国内大会個人成績 | 国内大会個人成績 | 国内大会個人成績 |
| 年度             | クラブ           | 背番号           | リーグ           | リーグ戦         | リーグ戦         | リーグ杯         | リーグ杯         | オープン杯       | オープン杯       | 期間通算         | 期間通算         |
| 年度             | クラブ           | 背番号           | リーグ           | 出場             | 得点             | 出場             | 得点             | 出場             | 得点             | 出場             | 得点             |
| 日本             | 日本             | 日本             | 日本             | リーグ戦         | リーグ戦         | リーグ杯         | リーグ杯         | 天皇杯           | 天皇杯           | 期間通算         | 期間通算         |
| ---------------- | ---------------- | ---------------- | ---------------- | ---------------- | ---------------- | ---------------- | ---------------- | ---------------- | ---------------- | ---------------- | ---------------- |
| 2000             | 清水             | 29               | J1               | 0                | 0                | 0                | 0                | 0                | 0                | 0                | 0                |
| 2001             | 清水             | 21               | J1               | 5                | 0                | 0                | 0                | 0                | 0                | 5                | 0                |
| 2002             | 清水             | 21               | J1               | 0                | 0                | 3                | 0                | 0                | 0                | 3                | 0                |
| 2003             | 清水             | 21               | J1               | 16               | 0                | 1                | 0                | 4                | 0                | 21               | 0                |
| 2004             | 清水             | 21               | J1               | 2                | 0                | 1                | 0                | -                | -                | 3                | 0                |
| 2004             | 神戸             | 2                | J1               | 13               | 0                | -                | -                | 1                | 0                | 14               | 0                |
| 2005             | 清水             | 4                | J1               | 33               | 1                | 8                | 1                | 5                | 0                | 46               | 2                |
| 2006             | 清水             | 4                | J1               | 32               | 0                | 6                | 0                | 3                | 0                | 41               | 0                |
| 2007             | 清水             | 4                | J1               | 34               | 0                | 5                | 0                | 3                | 0                | 42               | 0                |
| 2008             | 清水             | 4                | J1               | 34               | 1                | 7                | 1                | 2                | 1                | 43               | 3                |
| 2009             | G大阪            | 4                | J1               | 9                | 0                | 0                | 0                | 5                | 0                | 14               | 0                |
| 2010             | G大阪            | 4                | J1               | 31               | 2                | 2                | 0                | 3                | 0                | 36               | 2                |
| 2011             | G大阪            | 4                | J1               | 13               | 1                | 2                | 0                | 1                | 0                | 16               | 1                |
| 2012             | 神戸             | 22               | J1               | 9                | 0                | 6                | 0                | 1                | 0                | 16               | 0                |
| 2013             | 大分             | 18               | J1               | 21               | 0                | 1                | 0                | 2                | 0                | 24               | 0                |
| 2014             | 大分             | 4                | J2               | 40               | 1                | -                | -                | 1                | 0                | 41               | 1                |
| 2015             | 岐阜             | 3                | J2               | 29               | 2                | -                | -                | 0                | 0                | 29               | 2                |
| 2016             | 磐田             | 14               | J1               | 0                | 0                | 3                | 0                | 3                | 1                | 6                | 1                |
| タイ             | タイ             | タイ             | タイ             | リーグ戦         | リーグ戦         | リーグ杯         | リーグ杯         | FA杯             | FA杯             | 期間通算         | 期間通算         |
| 2017             | エアフォース・C  | 4                | Div1             | 34               | 0                | 1                | 0                | 1                | 0                | 36               | 0                |
| 日本             | 日本             | 日本             | 日本             | リーグ戦         | リーグ戦         | リーグ杯         | リーグ杯         | 天皇杯           | 天皇杯           | 期間通算         | 期間通算         |
| 2018             | M滋賀            | 40               | JFL              | 25               | 2                | -                | -                | 2                | 0                | 27               | 2                |
| 通算             | 日本             | 日本             | J1               | 252              | 5                | 45               | 2                | 33               | 2                | 330              | 9                |
| 通算             | 日本             | 日本             | J2               | 69               | 3                | -                | -                | 1                | 0                | 70               | 3                |
| 通算             | 日本             | 日本             | JFL              | 25               | 2                | -                | -                | 2                | 0                | 27               | 2                |
| 通算             | タイ             | タイ             | Div1             | 34               | 0                | 1                | 0                | 1                | 0                | 36               | 0                |
| 総通算           | 総通算           | 総通算           | 総通算           | 380              | 10               | 46               | 2                | 37               | 2                | 483              | 14               |

その他の公式戦
- 2009年
  - スーパーカップ 1試合0得点
- 2010年
  - スーパーカップ 1試合0得点

| 国際大会個人成績 | 国際大会個人成績 | 国際大会個人成績 | 国際大会個人成績 | 国際大会個人成績 | FIFA      | FIFA      |
| 年度             | クラブ           | 背番号           | 出場             | 得点             | 出場      | 得点      |
| AFC              | AFC              | AFC              | ACL              | ACL              | クラブW杯 | クラブW杯 |
| ---------------- | ---------------- | ---------------- | ---------------- | ---------------- | --------- | --------- |
| 2002-03          | 清水             | 21               | 3                | 2                | -         | -         |
| 2009             | G大阪            | 4                | 2                | 0                | -         | -         |
| 2010             | G大阪            | 4                | 7                | 0                | -         | -         |
| 2011             | G大阪            | 4                | 3                | 0                | -         | -         |
| 通算             | AFC              | AFC              | 15               | 2                | 0         | 0         |

- Jリーグ初出場 - 2001年5月3日 J1.1st第7節 vsコンサドーレ札幌（日本平スタジアム）
- 公式戦初得点 - 2003年3月15日 ACLグループリーグ第3節 vsオーソットサパーFC（大連市人民体育場）
- Jリーグ初得点 - 2005年9月3日 J1第22節 vs川崎フロンターレ（日本平スタジアム）
- 100試合出場 - 2006年11月26日 J1第33節 vsジュビロ磐田（エコパスタジアム）
- 200試合出場 - 2010年9月25日 J1第24節 vs川崎フロンターレ（等々力陸上競技場）

## 代表歴
- 国際Aマッチ初出場 - 2008年8月20日 キリンチャレンジカップ2008 vsウルグアイ代表（札幌ドーム）

### 出場大会
- 日本代表 
  - 2008年 - 2010 FIFAワールドカップ・アジア予選
  - 2009年 - AFCアジアカップ2011予選

### 試合数
| 日本代表 | 国際Aマッチ | 国際Aマッチ |
| 年       | 出場        | 得点        |
| -------- | ----------- | ----------- |
| 2008     | 3           | 0           |
| 2009     | 2           | 0           |
| 通算     | 5           | 0           |

### 出場
| No. | 開催日         | 開催都市 | スタジアム                     | 対戦国           | 結果 | 監督     | 大会                        |
| --- | -------------- | -------- | ------------------------------ | ---------------- | ---- | -------- | --------------------------- |
| 1.  | 2008年8月20日  | 札幌     | 札幌ドーム                     | ウルグアイ       | ●1-3 | 岡田武史 | キリンチャレンジカップ2008  |
| 2.  | 2008年10月9日  | 新潟     | 東北電力ビッグスワンスタジアム | アラブ首長国連邦 | △1-1 | 岡田武史 | キリンチャレンジカップ2008  |
| 3.  | 2008年11月13日 | 神戸     | ホームズスタジアム神戸         | シリア           | ○3-1 | 岡田武史 | キリンチャレンジカップ2008  |
| 4.  | 2009年1月20日  | 熊本     | 熊本県民総合運動公園陸上競技場 | イエメン         | ○2-1 | 岡田武史 | AFCアジアカップカタール予選 |
| 5.  | 2009年2月4日   | 東京     | 国立競技場                     | フィンランド     | ○5-1 | 岡田武史 | キリンチャレンジカップ2009  |

## 指導歴
- 2020年 - ガンバ大阪
  - 2020年 ユース コーチ
  - 2021年 - 2022年 ジュニアユース コーチ
  - 2023年 - トップチーム コーチ

## タイトル

### クラブ
清水エスパルス
- 天皇杯：1回（2001年）

ガンバ大阪
- 天皇杯：1回（2009年）

MIOびわこ滋賀
- 滋賀県サッカー選手権大会：1回（2018年）